# أوليفر هيوز
أوليفر هيوز (بالإنجليزية: Oliver Charles Hughes)‏ هو رائد أعمال بريطاني وروسي، ولد في 27 يونيو 1970 في فولكستون ‏ في المملكة المتحدة.